# Francesco Loredan
Francesco Loredan (Venecia, 9 de febrero de 1685-ib., 19 de mayo de 1762) fue un estadista veneciano de la familia Loredan, sirvió como dux de la  República de Venecia del 18 de marzo de 1752 hasta su muerte.

## Biografía
Loredan era un hombre de escasa cultura y limitada experiencia internacional, dedicado principalmente a una vida de comercio; en esto presentaba un marcado contraste con su predecesor inmediato, Pietro Grimani, poeta y diplomático.
Fue elegido dux el 18 de marzo de 1752, pero el anuncio no se hizo público hasta el 6 de abril, aplazado por la Pascua. En esos momentos, la figura del dux había perdido casi todo el poder que antaño ostentara, aunque él dio muestras de adaptarse sin problemas a su nuevo cargo y sus circunstancias.
Uno de los mayores problemas en la política interna del momento era el enfrentamiento entre conservadores e ilustrados. Los grupos de presión conservadores fueron capaces de imponerse y encarcelar o exiliar a figuras importantes de la Ilustración veneciana. El dux no quiso inclinarse a favor de un lado u otro, y se mostró pasivo en los enfrentamientos, limitando su apoyo al bando ganador perdiendo la oportunidad de cambiar el destino de la República de Venecia, atrayendo asimismo la animadversión general por su tibieza e indecisión.
En política exterior, existían conflictos con la República de Ragusa y también continuas tensiones con la Santa Sede. No obstante, el papa Clemente XIII honró al dux con la concesión de la Rosa de Oro en 1759.

El Dux, viejo y enfermo, murió el 19 de mayo de 1762. La ansiedad con la que algunos nobles esperaban su muerte es prueba de lo poco que se respetaba su figura, llegando a burlarse de él en público.
Fue sepultado en la Basílica de San Juan y San Pablo, en la misma tumba que su antepasado Leonardo Loredan.